# Далер, Жан-Жорж
Жан-Жорж (Иоганн Георг) Далер (фр. Jean-Georges Dahler; 7 декабря 1760, Страсбург — 28 июня 1832, там же) — французский протестантский богослов, филолог и востоковед, профессор экзегетики на Факультете протестантского богословия Страсбургского университета.

## Биография
Жан-Жорж Далер родился в Страсбурге в 1760 году. Он получил образование в протестантской гимназии Жан-Штурм, а затем в Страсбургском университете, где учился у лингвистов Жереми-Жака Оберлена и Иоганна Швайгхойзера, и защитил диссертацию по „Римской истории“ Аппиана. Он также изучал богословие и в 1786 году участвовал в обсуждении новой редакции Книги Притчей Соломоновых, опубликованной Жаном-Батистом-Гаспаром д'Ансс де Виллуазоном, но не планировал становиться пастором. Углубляя свои знания в области семитских языков, он занялся преподаванием иврита, сирийского, халдейского и арабского языков).
Далер завершил своё образование в Германии (Йенском, Лейпцигском и Гёттингенском университетах), где он слушал лекции известных немецких теологов Эйхгорна и Грисбаха, а также филолога Христиана Готлиба Гейне. Впоследствии Жан-Жорж сотрудничал с Эйхгорном при издании в 1828 году словаря халдейского и древнееврейского языков Иоганна Симониса. Однако Эйхгорн умер до выхода в свет словаря, и заканчивал работу один Далер.
Карьера Жана-Жоржа прервалась в годы Великой французской революции. После революции он последовательно занимал должности учителя гимназии, директора коллежа Сент-Гийом, помощника пастора или лектора протестантской семинарии Страсбурга. Далер был автором многочисленных публикаций, например, перевода Книги пророка Иеремии с пояснениями и историческими комментариями (Страсбург, 1825 год). На факультете теологии в Страсбурге он с 1819 года возглавлял кафедру экзегетики, а с 1831 года — кафедру догматики. Он умер в 1832 году.